# Râul Glodeanca
Glodeanca este unr râu din Republica Moldova, afluent de dreapta al râului Căldărușa. Izvorăște în apropiere de satul Lupăria, raionul Rîșcani, și curge spre sud-vest. Lățimea medie a albiei este de 2-4 m, adâncimea - 0,5 m, viteza cursului de apă variază între 0,1-0,3 m/s. În anii secetoși unele sectoare ale albiei seacă complet. 